# Mycaranthes stricta
Mycaranthes stricta é uma espécie de orquídea (Orchidaceae) do Sudeste Asiático.